# Xã Denmark, Quận White, Arkansas
Xã Denmark (tiếng Anh: Denmark Township) là một xã thuộc quận White, tiểu bang Arkansas, Hoa Kỳ. Năm 2010, dân số của xã này là 532 người.